# 内勒洛皮塔勒
内勒洛皮塔勒（法語：Nesle-l'Hôpital，法語發音：[nɛl lopital]）是法国上法兰西大区索姆省的一个市镇，位于该省中西部，原属阿布维尔区，2017年1月1日改属亚眠区。

## 地理
内勒洛皮塔勒（49°54'25"N, 1°41'26"E）面积4.8 平方千米，位于法国上法蘭西大區索姆省，该省份为法国北部沿海省份，北起加来海峡省和北部省，西接滨海塞纳省和大西洋英吉利海峡，南至瓦兹省，东临埃纳省。
与内勒洛皮塔勒接壤的市镇（或旧市镇、城区）包括：布雷勒河畔布朗日、富科库尔奥尔内勒、内莱特、朗比尔、瑟纳尔蓬。
内勒洛皮塔勒的时区为UTC+01:00、UTC+02:00（夏令时）。

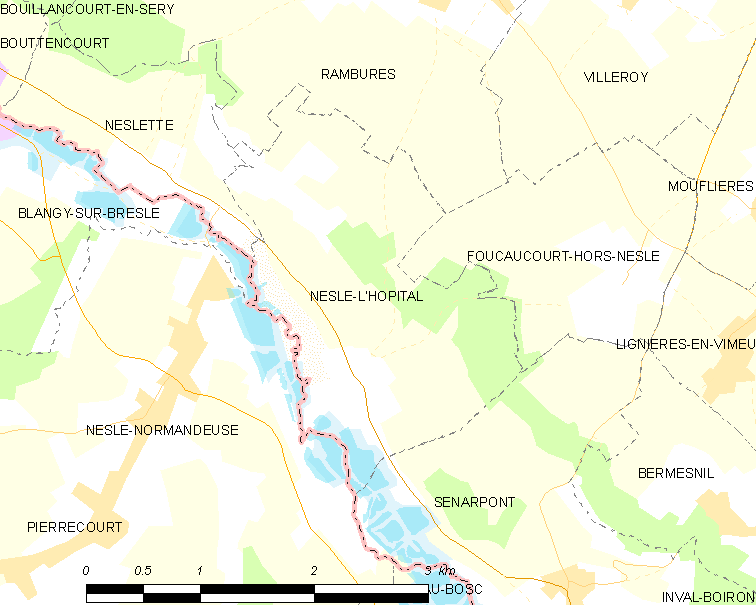
内勒洛皮塔勒的OSM定位图

## 行政
内勒洛皮塔勒的邮政编码为80140，INSEE市镇编码为80586。

## 政治
内勒洛皮塔勒所属的省级选区为皮卡第地区普瓦县。

## 人口

1962-2008年间内勒洛皮塔勒人口变化图示

内勒洛皮塔勒于2022年1月1日时的人口数量为172人。